# Мохамед Дембил, Кадра
Кадра Мохамед Дембил (фр. Kadra Mohamed Dembil; род. 22 апреля 1997) — джибутийская легкоатлетка, специалистка по бегу на средние дистанции. Выступала за сборную Джибути по лёгкой атлетике в середине 2010-х годов, победительница и призёрка национальных первенств, участница летних Олимпийских игр в Рио-де-Жанейро.

## Биография
Кадра Мохамед Дембил родилась 22 апреля 1997 года. Этническая сомалийка, владеет сомалийским языком и немного французским.
Детство провела в городе Али-Сабих, училась в местной старшей школе. Серьёзно заниматься бегом начала в 2012 году в легкоатлетическом клубе Girls Run 2, который предоставил ей беговую экипировку, транспорт для поездок на соревнования в столицу и средства на обучение. Вскоре Мохамед Дембил стала лучшей бегуньей клуба на дистанции 3000 метров и поступила на службу в Армию Джибути, где продолжила тренироваться.
Дебютировала на международном уровне в сезоне 2014 года, когда вошла в состав джибутийской национальной сборной и побывала на юношеских Олимпийских играх в Нанкине, где в зачёте бега на 2000 метров с препятствиями заняла итоговое 14 место.
Благодаря череде удачных выступлений удостоилась права защищать честь страны на летних Олимпийских играх 2016 года в Рио-де-Жанейро — находилась в составе делегации Джибути из семи спортсменов. Стартовала в беге на 1500 метров, на предварительном этапе показала время 4:42,67 и не смогла квалифицироваться в финальную стадию соревнований.
После Олимпиады Кадра Мохамед Дембил больше не показывала сколько-нибудь значимых результатов в лёгкой атлетике на международной арене, хотя в 2019 году на домашних соревнованиях в Джибути она стала бронзовой призёркой и установила свой личный рекорд в беге на 1500 метров, преодолев дистанцию за 4:33,61.